# さぶ (小説)
『さぶ』は、山本周五郎の時代小説。1963年1月から1963年7月まで「週刊朝日」に連載され、1963年8月に新潮社ポケット・ライブラリから刊行された。江戸下町の表具店に働く2人の青年の友情を描く。現在は新潮文庫に収録され、ロングセラーとなっている。新潮文庫版の累計部数は100万部を超える。
舞台化され、前進座や松竹の舞台で上演されている。また、映画化やテレビドラマ化もされた。

## あらすじ
江戸の下町両国で、雨で泣いているさぶの姿を見た栄二はさぶを慰める。二人は経師屋芳古堂で働いていた。しかし無実の罪をきせられ人間不信におちいった栄二は、人足寄せ場で苦難や試練と闘うことになる。

## 書誌情報
- 『さぶ』新潮社〈ポケット・ライブラリ 48〉、1963年8月。
- 『さぶ・彦左衛門外記』講談社〈山本周五郎全集 第13巻〉、1964年7月。
- 『さぶ』新潮社〈新潮文庫〉、1965年12月。
  - 『さぶ』（改版）新潮社〈新潮文庫〉、1976年7月。
  - 『さぶ』（改版）新潮社〈新潮文庫〉、2002年3月。ISBN 978-4-10-113410-9。
  - 『さぶ』（100刷改版）新潮社〈新潮文庫〉、2018年10月。
- 『さぶ』（愛蔵版）新潮社〈山本周五郎小説全集 第18巻〉、1967年8月。
- 『さぶ』新潮社〈新潮小説文庫〉、1968年7月。
- 『山本周五郎集』筑摩書房〈昭和国民文学全集 10〉、1973年8月。
- 木村久邇典責任編集 編『完本山本周五郎全エッセイ』中央大学出版部、1974年12月。
- 『山本周五郎』新潮社〈新潮現代文学 17〉、1979年8月。ISBN 978-4-10-620517-0。
- 木村久邇典責任編集 編『完本山本周五郎全エッセイ』（増補版）中央大学出版部、1980年2月。
- 『さぶ・おごそかな渇き』新潮社〈山本周五郎全集 第16巻〉、1981年12月。ISBN 978-4-10-644016-8。
- 『さぶ』角川春樹事務所〈ハルキ文庫 時代小説文庫〉、2010年4月。ISBN 978-4-75-843465-2。
- 『さぶ』新潮社〈山本周五郎長篇小説全集 第3巻〉、2013年7月。ISBN 978-4-10-644043-4。
- 『さぶ』講談社〈講談社文庫〉、2018年1月。ISBN 978-4-06-293839-6。
- 『さぶ』KADOKAWA〈角川文庫〉、2018年1月。ISBN 978-4-04-106234-0。

## 映画
1964年3月25日、日活系にて公開された。
原作では江戸時代だった物語の舞台を明治初期に置き換えており、それに合わせて設定も一部変更されている。

### キャスト
- 栄二：小林旭
- さぶ：長門裕之
- すえ：浅丘ルリ子
- のぶ：小林千登勢
- 金太：田中邦衛
- 才次：深江章喜
- 伝七：玉村駿太郎
- 倉三：杉江弘
- 小島政一郎：波多野憲
- 岡安喜兵衛：下絛正巳
- 徳兵衛：平田未喜三
- 綿文の番頭：弘松三郎
- その：山内幸子
- 芳古堂の親方：浜村純
- 和助：久遠利三
- 青木警部：芦田伸介

## テレビドラマ

### 1966年のテレビドラマ
- シオノギテレビ劇場「さぶ」（1966年3月3日 - 24日、フジテレビ、出演：六代目市川染五郎、中村萬之助）

| フジテレビ シオノギテレビ劇場 | フジテレビ シオノギテレビ劇場 | フジテレビ シオノギテレビ劇場 |
| 前番組                        | 番組名                        | 次番組                        |
| ----------------------------- | ----------------------------- | ----------------------------- |
| 城砦 （1966.2.3 - 2.24）      | さぶ （1966.3.3 - 3.24）      | 鳩の橋 （1966.3.31 - 4.7）    |

### 2002年のテレビドラマ
- SABU 〜さぶ〜（2002年5月14日、名古屋テレビ、出演：妻夫木聡、藤原竜也）
  - 放送後に、キネマ旬報社の配給で劇場公開もされた。

### 2020年のテレビドラマ
『山本周五郎ドラマ さぶ』と題し、NHK BSプレミアムの「スーパープレミアム」にて2020年1月11日の21時から22時59分に放送された。杉野遥亮と森永悠希のダブル主演。
また、NHK BS4Kにて2020年1月18日の19時から20時59分に放送された。

#### キャスト

##### 主要人物
- 栄二 - 杉野遥亮
- さぶ - 森永悠希
- おのぶ - 木竜麻生
- おすえ - 白本彩奈
- 与平 - 村杉蝉之介
- 松田権蔵 - やべきょうすけ
- 岡安喜兵衛 - 佐戸井けん太
- おその - 田辺桃子

##### その他
- 和助 - 水橋研二
- 弓削智久
- 吉村界人
- 飛田光里

#### スタッフ
- 原作 - 山本周五郎『さぶ』
- 脚本・演出 - 戸田幸宏（NHKエンタープライズ）
- プロデューサー - 村松秀、三好保洋
- 制作統括 - 柴田直之（NHK）、西村崇（NHKエンタープライズ）、橋立聖史（ランプ）
- 制作 - NHKエンタープライズ
- 制作・著作 - NHK、ランプ

## 舞台

### 1968年の舞台
上演期間
1968年9月1日 - 10月27日、芸術座

スタッフ
- 演出：中村哮夫、菊田一夫
- 脚本：菊田一夫
- 音楽：古関裕而

キャスト
- さぶ：中村吉右衛門 (2代目)
- 栄二：市川染五郎 (6代目)
- おすえ：星由里子
- おのぶ：西尾恵美子
- 徳兵衛：夏川大二郎
- 多市：山田芳夫
- お松：竹内洋子
- 与平：宮口精二
- 岡安喜兵衛：田崎潤

### 2003年の舞台
- さぶ(sabu) のタイトルで舞台化。演出・脚本はジェームス三木

上演期間
2003年1月2日 - 27日 - 新橋演舞場

キャスト
- 栄二：市川染五郎 (7代目)
- さぶ：萩原聖人
- おすえ：寺島しのぶ
- おのぶ：雛形あきこ
- 女衒の六 ：山下規介
- 儀兵衛：佐堂克実
- 芳兵衛：大和田伸也
- おちよ：波乃久里子
- 徳兵衛：江守徹

### 宝塚版
宝塚では白い朝のタイトルで公演している

#### 1974年の公演
月組公演
1974年1月31日 - 2月26日（新人公演：2月23日）、宝塚大劇場

形式名は「ミュージカル・プレイ」
10場
併演は『ロマン・ロマンチック』

スタッフ
- 脚本・演出：柴田侑宏
- 作曲：寺田瀧雄
- 編曲：寺田瀧雄・河崎恒夫
- 音楽指揮：野村陽児
- 振付：西川りてふ
- 装置：黒田利邦
- 衣装：小西松茂・中川菊枝
- 照明：今井直次
- 小道具：勝村四郎
- 効果：中田正廣
- 音響監督：松永浩志
- 演出助手：村上信夫
- 制作：野田浜之助

主な配役・本公演
- さぶ：大滝子
- 栄二：榛名由梨
- おのぶ：初風諄
- おすえ：千草美景
- おその：小松美保
- おきみ：御幸沙智子
- おちよ：久美かおる
- 和助：美里景
- 岡安喜兵衛：叶八千矛
- 松田権蔵：岬ありさ
- 与平：美山しぐれ
- 清七：麻生薫

主な出演・新人公演
- 江夏淳
- 美里景
- 久美かおる
- 愛みちる

#### 1997年の公演
花組公演
1997年10月25日 - 11月11日、宝塚バウホール
1998年2月28日 - 3月8日、日本青年館

スタッフ
- 演出・脚本：柴田侑宏
- 装置：大橋泰弘
- 照明：勝柴次朗
- 音楽：寺田瀧雄:

キャスト
- 栄二：匠ひびき
- さぶ：伊織直加
- おのぶ：渚あき
- おすえ：舞風りら
- 与平／伊平：岸香織
- 清七／和助：一樹千尋
- 岡安喜兵衛：萬あきら
- おとよ：詩乃優花
- 多市／万吉：瀬奈じゅん

### 前進座
- 前進座の代表作の一つで1975年の初演以降800回以上の公演を重ねている。
- 脚色は田島栄。演出は十島英明。音楽はいずみたく。